# Concino Concini

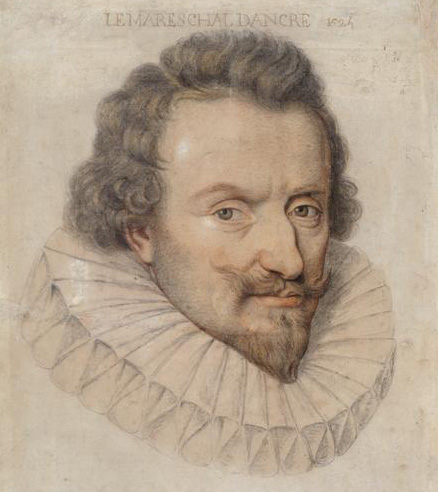
Concino Concini, getekend door Daniel Dumonstier.

Concino Concini (Florence, 1569 - Parijs, 24 april 1617) was een Italiaanse politicus aan het Franse hof. Onder Lodewijk XIII van Frankrijk was hij eerste minister.

## Biografie
Concino Concini werd geboren in een adellijke Florentijnse familie. Hij kwam met Maria de' Medici mee naar Frankrijk en belandde zo aan het koninklijke hof. Hij trouwde ook met Leonora Dori, een van de hofdames van Maria de' Medici. Hij groeide uit tot een belangrijk figuur aan het hof en hij kocht in 1610 het markiezaat van Ancre. Vervolgens wist hij ook gouverneur van Amiens te worden en van Normandië. In 1613 werd hij benoemd tot maarschalk van Frankrijk.
Toen hij eerste minister werd stapte hij af van het beleid van Hendrik IV en stond hij toe dat de koninklijke schatkist werd leeggeplunderd. Hierdoor wist hij zich impopulair te maken in de verschillende klassen van de Franse maatschappij. Met name Hendrik II van Bourbon-Condé ontpopte zich als een grote tegenstander van Concini. In 1616 raakte hij ook in ongenade bij zijn koning Lodewijk XIII. Later werd hij vervangen door kardinaal de Richelieu.
Concino Concini passeerde op 24 april 1617 een brug van het Louvre. Daar werd hij door verscheidene wachters doodgestoken. Hij riep nog om hulp, maar niemand schoot hem te hulp. Volgens sommige bronnen was zijn moord gepland door Charles de Luynes, een belangrijke gunsteling van Lodewijk XIII. De Luynes was ervan overtuigd dat Concini een bedreiging voor de koning vormde. Na de dood van Concini werd Maria de' Medici verbannen van het koninklijk hof en naar Blois gestuurd. Op 8 juli later dat jaar werd zijn vrouw ook vermoord.